# Högsta förvaltningsdomstolen (Sverige)
Högsta förvaltningsdomstolen (förkortat HFD) är den högsta allmänna förvaltningsdomstolen i Sverige. Dess ställning är lagfäst i regeringsformen. Högsta förvaltningsdomstolen har sitt nuvarande säte i Kammarrättens hus och Sparreska palatset på Riddarholmen i Stockholm. Domstolen inrättades 1909 och hade fram till 2010 namnet Regeringsrätten (förkortat RegR eller ibland RR). Det nuvarande namnet infördes genom en ändring i regeringsformen som trädde i kraft den 1 januari 2011.
Domstolens ledamöter, som har titeln justitieråd och utses av regeringen, skall vara minst fjorton till antalet. Ett justitieråd sitter fram till sin pensionering. Regeringen bestämmer vem av dem som skall vara rättens ordförande. Ordförande i Högsta förvaltningsdomstolen är sedan den 1 september 2018 Helena Jäderblom. Fram till 2010 hade domarna titeln regeringsråd.
Referat av rättsfallen publiceras regelbundet i Högsta förvaltningsdomstolens årsbok (HFDÅ) som tidigare hette Regeringsrättens årsbok (RÅ).

## Domstolens uppgifter
Högsta förvaltningsdomstolen är Sveriges högsta allmänna förvaltningsdomstol, och vid sidan av Högsta domstolen den högsta rättskipande instansen i landet och har som huvudsaklig uppgift att skapa prejudikat på förvaltningsrättens område.
Högsta förvaltningsdomstolen tar endast upp sådana mål till fullständig prövning där Högsta förvaltningsdomstolen meddelat prövningstillstånd. Huvudregeln är att prövningstillstånd lämnas endast om Högsta förvaltningsdomstolens avgörande kan få betydelse som prejudicerande. Den omständigheten att kammarrätten kanske skulle kunna ha dömt på ett annat sätt räcker som regel inte för att Högsta förvaltningsdomstolen ska ta upp målet och pröva det. Bestämmelserna om när Högsta förvaltningsdomstolen ska meddela prövningstillstånd finns i förvaltningsprocesslagen. Prövningstillstånd meddelas i cirka två procent av de överklagade domarna och besluten.
I mål som rör överklagade förhandsbesked från Skatterättsnämnden eller ansökan om rättsprövning av regeringsbeslut krävs inte prövningstillstånd.
Justitiekanslern (JK) och riksdagens ombudsmän (JO) kan dock föra vissa typer av mål till Högsta förvaltningsdomstolen utan att först ha erhållit prövningstillstånd. Mål kan i regel avgöras av ett mindre antal ledamöter, men om de skall förändra praxis måste målet tas upp i plenum (med alla ledamöter).

### Prejudikatbildning
Högsta förvaltningsdomstolens viktigaste uppgift är att genom sina avgöranden i konkreta mål skapa prejudikat, som kan vara till ledning för domstolar och andra som har att tillämpa gällande rätt. Denna uppgift fullgör domstolen genom sina avgöranden. Ibland kan en klar rättssats formuleras, men i många fall är de faktiska förhållandena alltför komplexa för att detta ska vara möjligt. Utgången i målet blir då knuten till det konkreta fallet, och den som ställs inför ett likartat fall får på egen hand bilda sig en uppfattning om avgörandets betydelse i den nya situationen genom att tolka Högsta förvaltningsdomstolens avgörande. Högsta förvaltningsdomstolen ger ofta ganska utförliga motiveringar, vilka kan vara till ledning för tolkningen.
Högsta förvaltningsdomstolen och Högsta domstolen kan inte, som vissa andra länders högsta domstolar, ogiltigförklara en författning eller en enskild föreskrift. Däremot kan landets båda högsta domstolar – och även andra domstolar och myndigheter – vid prövningen av ett mål eller ärende underlåta att tillämpa en bestämmelse som domstolen anser strida mot grundlag eller annan överordnad författning. När Högsta förvaltningsdomstolen prövar ett åsidosättande av författningar som beslutats av riksdagen eller regeringen, det vill säga lagar och förordningar, ska den särskilt beakta "att riksdagen är folkets främsta företrädare och att grundlag går före lag" enligt 11 kap 14 § regeringsformen.

### Rättsprövning
Högsta förvaltningsdomstolen kan under vissa förutsättningar pröva om ett beslut av regeringen strider mot någon rättsregel. Detta institut kallas rättsprövning. En förutsättning för rättsprövning är att regeringens beslut innefattar en prövning av den enskildes civila rättigheter eller skyldigheter som avses i artikel 6.1 i Europeiska konventionen om skydd för de mänskliga rättigheterna och de grundläggande friheterna. En ansökan om rättsprövning ska ha kommit in till Högsta förvaltningsdomstolen senast tre månader från dagen för beslutet. Finner Högsta förvaltningsdomstolen att regeringens beslut strider mot någon rättsregel på det sätt som sökanden har angett eller som klart framgår av omständigheterna, och är det inte uppenbart att felet saknat betydelse för avgörandet, ska beslutet upphävas. Om det behövs, ska ärendet visas åter till regeringen. I annat fall förklaras att beslutet ska stå fast.

### Resning och återställande av försutten tid
Högsta förvaltningsdomstolen, liksom numera även kammarrätt, prövar vidare ansökningar om resning i avgjorda ärenden och om återställande av försutten tid när det är fråga om sådana ärenden för vilka regeringen, förvaltningsdomstol eller förvaltningsmyndighet är högsta instans. För att en resningsansökan ska beviljas krävs i allmänhet att det kommit fram viktiga nya omständigheter sedan ärendet avgjorts eller att ett allvarligt fel förekommit vid handläggningen av ärendet. Om förvaltningsrätten är den sista instans som prövat sakfrågan (det vill säga kammarrätten har inte meddelat prövningstillstånd) ska resningsansökan ställas till kammarrätten. Högsta förvaltningsdomstolen kan inte pröva en resningsansökan om inte sakfrågan har bedömts i kammarrätten. Återställande av försutten tid kan beviljas, om någon har försummat att överklaga ett avgörande i rätt tid och detta beror på ett oförutsett eller ursäktligt hinder, så kallat laga förfall.

## Historia
1909: Domstolen grundades 1909 under namnet Kunglig Majestäts regeringsrätt. Före dess var Högsta domstolen högsta instans även i förvaltningsärenden. Det första regeringsrådet var Johan Ramstedt, som innehade sin post till år 1912.
1958: En fullföljdsbegränsning beträffande skattemålen infördes genom att krav på prövningstillstånd uppställdes i vissa fall.
1972: Regeringsrätten blev även administrativt fristående från regeringen med en egen kansliorganisation och egna beredande tjänstemän. I samband med förvaltningsrättsreformen infördes krav på prövningstillstånd i flertalet mål i Regeringsrätten. Regeringsrätten flyttade in i egna lokaler i Stenbockska palatset och Riksens ständers hus på Riddarholmen. 
1975: Genom 1974 års regeringsform bytte domstolen namn till Regeringsrätten och upphörde att döma i kungens namn som Kungl. Maj:t. Därmed upphörde också bruket att Regeringsrättens domar och beslut meddelades på Stockholms slott.
1981: Nya domförhetsregler infördes innebärande att ärenden angående resning och återställande av försutten tid kan prövas av tre ledamöter, när prövningen är av enkel beskaffenhet.
1988: Institutet rättsprövning infördes enligt vilket Regeringsrätten prövar om bland annat regeringens beslut i vissa förvaltningsärenden strider mot någon rättsregel.
1992: Möjligheten att ett regeringsråd ensamt kan avgöra frågor om prövningstillstånd infördes tillsammans med andra lättnader av kraven på Regeringsrättens sammansättning i vissa mål.
1995: Socialförsäkrings- och bidragsmål som tidigare tillhört Försäkringsöverdomstolens kompetensområde överflyttades till Regeringsrätten i samband med att Försäkringsöverdomstolen avskaffades. Genom Sveriges inträde i EU fick Regeringsrätten en delvis ny roll som den främsta garanten för att gemenskapsrätten tillämpas korrekt inom landet. De flesta frågor som regleras på europeisk nivå faller nämligen inom förvaltningsrättens område.
2011: Domstolen bytte namn till Högsta förvaltningsdomstolen.

### Lista över ordförande
Ursprungligen fanns inga bestämmelser om ordförandeskapet i Regeringsrätten. Enligt praxis fungerade den i tjänsten äldste ledamoten som ordförande då domstolen sammanträdde i plenum, och de näst äldsta som avdelningsordförande. Förvaltningsdomstolskommittén föreslog i sitt betänkande från 1966 en ny ordning, där Regeringsrättens ordförande (liksom ordförande på avdelning i Regeringsrätten) utsågs av Kungl. Maj:t. Detta blev verklighet vid förvaltningsprocessreformen 1972. I Högsta domstolen hade motsvarande reform genomförts 1946.
Från 1972 har följande regeringsråd/justitieråd varit Regeringsrättens/Högsta förvaltningsdomstolens ordförande:
- 1972: Nils Lorichs
- 1972–1975: Olov Hegrelius
- 1975–1980: Carl Åbjörnsson
- 1980–1987: Bengt Wieslander
- 1987–1990: Bengt Hamdahl
- 1990–1994: Magnus Sjöberg
- 1994–1996: Göran Wahlgren
- 1996–2000: Gunnar Björne
- 2000–2005: Hans Ragnemalm
- 2005–2007: Rune Lavin
- 2007–2010: Sten Heckscher
- 2011–2018: Mats Melin
- 2018–: Helena Jäderblom

## Nuvarande justitieråd
Högsta förvaltningsdomstolens ledamöter har titeln justitieråd, liksom i Högsta domstolen. Fram till 2011 användes titeln regeringsråd för regeringsrättens ledamöter. Nuvarande ledamöter i Högsta förvaltningsdomstolen är:
- Helena Jäderblom, ledamot 2011–2012 samt sedan 2018, ordförande sedan 2018
- Henrik Jermsten, ledamot sedan 2006, ordförande på avdelning sedan 2012
- Margit Knutsson, ledamot sedan 2005
- Kristina Ståhl, ledamot sedan 2008
- Per Classon, ledamot sedan 2014
- Inga-Lill Askersjö, ledamot sedan 2014
- Mahmut Baran, ledamot sedan 2014
- Leif Gäverth, ledamot sedan 2015
- Ulrik von Essen, ledamot sedan 2017
- Marie Jönsson, ledamot sedan 2020
- Linda Haggren, ledamot sedan 2021
- Magnus Medin, ledamot sedan 2022
- Martin Nilsson, ledamot sedan 2022
- Mikael Westberg, ledamot sedan 2025
- Mathias Säfsten, ledamot sedan 2025

För tidigare ledamöter från 1909 och framåt, se lista över ledamöter av Högsta förvaltningsdomstolen (Sverige).